# آنا ماريا (مغنية)
آنا ماريا (بالإيطالية: Anna Maria)‏ هي مغنية إيطالية، ولدت في 20 مايو 1945 في كاستل غيلفو دي بولونيا في إيطاليا.